# Дуље
Дуље (алб. Duhle) је насеље у општини Сува Река на Косову и Метохији. Атар насеља се налази на територији катастарске општине Дуље површине 1413 ha. У Светоарханђелској повељи из 1348. године село се помиње као Духље. Крајем 19. века у селу је било 16 албанских и 4 српске породице. У селу постоје рушевине цркве Св. Спаса и цркве Св. Петке.

## Демографија
Насеље има албанску етничку већину.
Број становника на пописима:
- попис становништва 1948. године: 564
- попис становништва 1953. године: 649
- попис становништва 1961. године: 722
- попис становништва 1971. године: 881
- попис становништва 1981. године: 1233
- попис становништва 1991. године: 1399